# Laurence Bily
Laurence Bily, née le 5 mai 1963 à Bressuire, est une athlète française, spécialiste des épreuves de sprint, licenciée à l'UA Bressuire, puis au Racing club de France.

## Biographie

### Carrière sportive
En 1983, Laurence Bily souffre d'une embolie pulmonaire compromettant sa carrière sportive.
Elle est vice-championne d'Europe en salle sur 60 m lors des Championnats d'Europe en salle 1989 de La Haye, et lors de l'édition suivante, en 1990 à Glasgow.
Lors des championnats du monde 1991 à Tokyo, elle achève la compétition en participant au relais 4 × 100 mètres, composé de Marie-José Pérec, Maguy Nestoret, Laurence Bily et Valérie Jean-Charles. Les Françaises terminent à la cinquième place. 

### Carrière d’entraîneuse
Elle entraîne le relais olympique de sprint court en 2004.
Après sa carrière d'athlète, elle est devenue professeur de sport.

## Palmarès

### International
| Date | Compétition                    | Lieu       | Résultat | Épreuve   |
| ---- | ------------------------------ | ---------- | -------- | --------- |
| 1982 | Championnats d'Europe          | Athènes    | 3e       | 4 × 100 m |
| 1982 | Championnats d'Europe          | Athènes    | 6e       | 100 m     |
| 1986 | Championnats d'Europe en salle | Madrid     | 5e       | 60 m      |
| 1988 | Jeux olympiques                | Séoul      | 7e       | 4 × 100 m |
| 1989 | Championnats du monde en salle | Budapest   | 5e       | 60 m      |
| 1989 | Championnats d'Europe en salle | La Haye    | 2e       | 60 m      |
| 1989 | Jeux de la Francophonie        | Casablanca | 1re      | 100 m     |
| 1989 | Coupe du monde des nations     | Barcelone  | 4e       | 100 m     |
| 1989 | Coupe du monde des nations     | Barcelone  | 5e       | 200 m     |
| 1990 | Championnats d'Europe en salle | Glasgow    | 2e       | 60 m      |
| 1991 | Championnats du monde          | Tokyo      | 5e       | 4 × 100 m |
| 1992 | Championnats d'Europe en salle | Gênes      | 4e       | 60 m      |
| 1992 | Jeux olympiques                | Barcelone  | 4e       | 4 × 100 m |

### National
- Championnats de France d'athlétisme :
  - Plein air : vainqueur du 100 m en 1986, 1987, 1988, 1989, 1990 et 1992
  - Salle : vainqueur du 60 m en 1986, 1987, 1989 et 1992

## Records
- Détentrice du record de France du 100 m en 1989 à 2 reprises, dont 11 s 04 (+0,6 m/s) le 13 août 1989 à Tours
- Détentrice du record de France junior du 100 m en 1982, en 11 s 35